# Höhlenburg Wichenstein

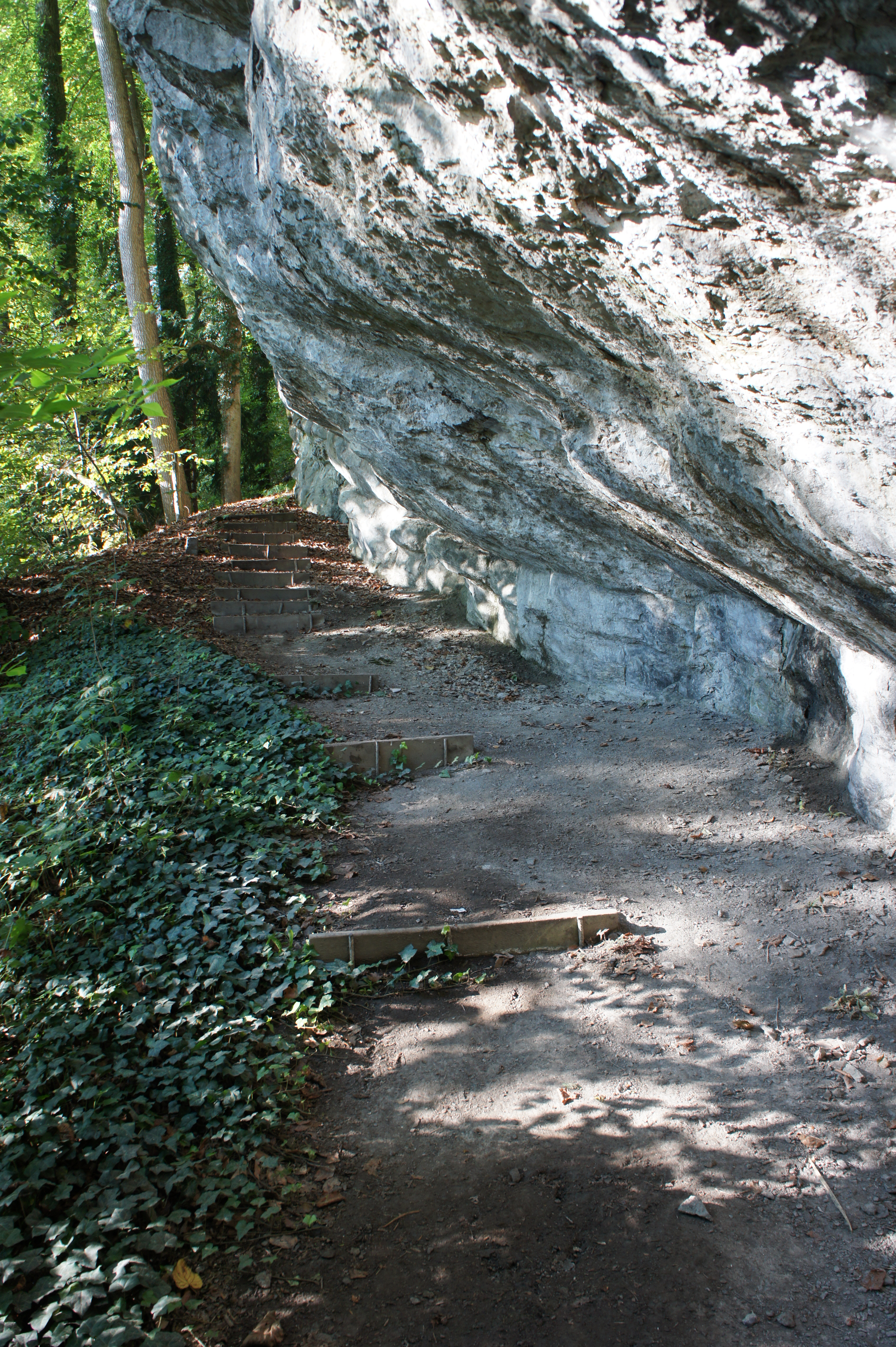
Weg zur Ruine Wichenstein

Die Ruine Wichenstein sind die Überreste einer Höhlenburg westlich von Oberriet (am Osthang des Semelenbergs) im schweizerischen Kanton St. Gallen. Erhalten geblieben ist eine vierstöckige 2,1 Meter dicke Frontmauer, welche die Öffnung einer etwa 15 Metern tiefen Höhle verdeckt. Die Ruine kann über einen Wanderweg erreicht und durch eine Mauerlücke betreten werden.

## Geschichte
Das Geschlecht Wichenstein («Wichinstain») wird 1270 erstmals urkundlich erwähnt. Eine weitere Erwähnung findet mit dem Burkart von Wichenstein 1284 statt. Ob die Burg durch dieses Geschlecht tatsächlich errichtet wurde, ist unbekannt. In späteren Urkunden wird die Burg zusammen mit der Burg Blatten erwähnt, weshalb vermutet wird, dass es sich auch bei der Burg Wichenstein um ein Lehen des Klosters St. Gallen handelte, das von den Herren von Ramschwag benutzt wurde.
Einen letzten Beweis für die Nutzung der Burg bildet eine geschriebene Urkunde, die 1368 auf Wichenstein verfasst und besiegelt wurde (manche Quellen datieren die Urkunde fälschlicherweise auf 1386). 1405 wurde die Anlage durch aufständische Appenzeller nach ihrem Sieg in der Schlacht am Stoss zerstört. Unklar ist, ob die Burg danach wieder aufgebaut wurde.
Wegen finanzieller Schwierigkeiten verkauften Walter Heinrich und Ulrich von Ramschwag 1458 die Burg Blatten mit dem Hof Kriessern an Jakob Mangold zu Konstanz. Vermutlich wechselte auch die Burg Wichenstein dabei den Besitzer. 1486 kaufte die Abtei St. Gallen (mit Abt Ulrich Rösch) die Burg und den Hof zurück, Wichenstein wurde dabei nur noch als Burgstock (Ruine) bezeichnet.
Erste Restaurierungsarbeiten fanden 1943 statt. Eine Ausgrabung und die Konservierung des Mauerwerkes erfolgten 1976 bis 1977. Im Innern der Höhle wurden neben mittelalterlichen Keramikfragmenten auch Tierknochen gefunden. Unterhalb der Burg entdeckte man Reste eines Kalkbrennofens.

## Sagen
Die Höhlenburg Wichenstein ist sagenumwoben. Es wurde berichtet, dass unterirdische Gänge bis in die Ebene hinunter existiert haben sollen. Zahlreiche Sagen bezeichnen die Höhlenburg Wichenstein als den Aufenthaltsort von Geistern und Raubrittern.

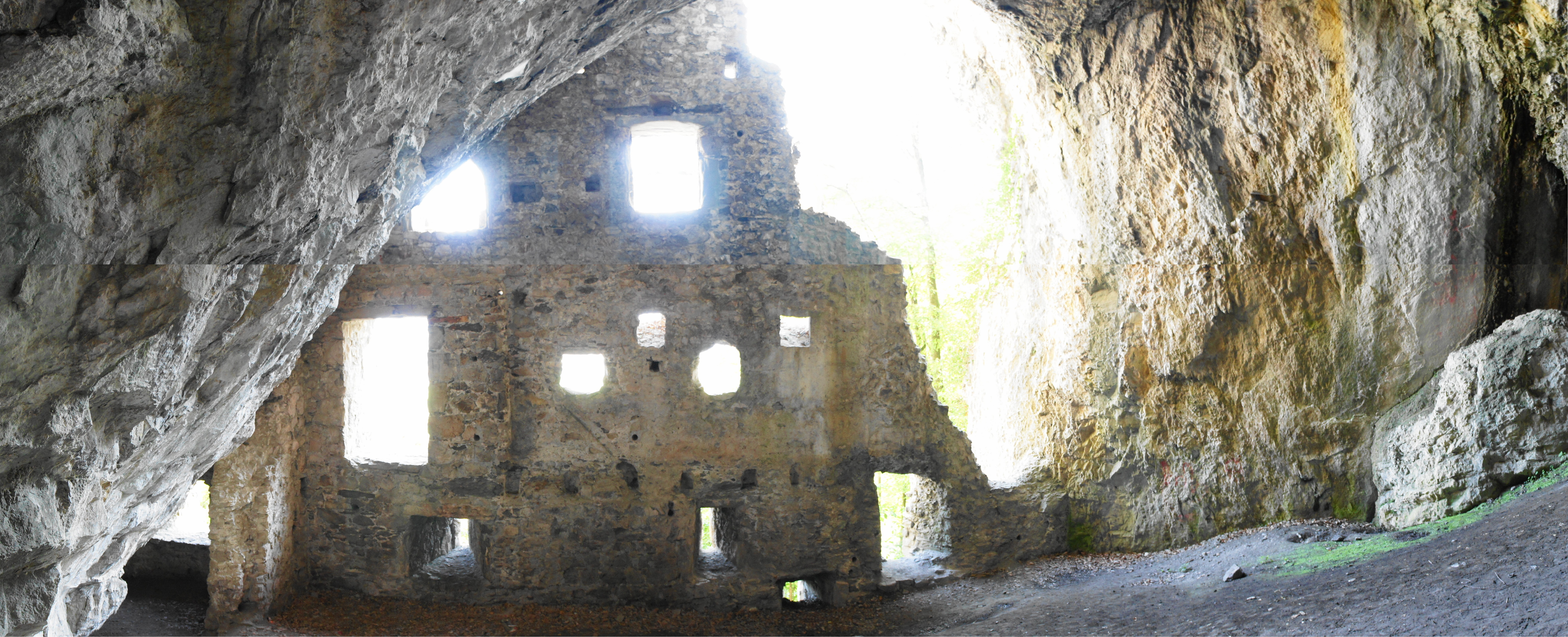
Panoramabild mit Blick aus dem Inneren der Höhle (September 2011)

Bekannt ist die Erzählung über die Ritter Adrian, Udalrich und Beno, welche zu ihrer Lebzeiten von großen, schwarzen Hunden beschützt wurden, mit denen sie die Menschen in der Umgebung terrorisierten. Als die drei starben, verbannte der Teufel ihre Seelen in die Hunde, welche weiterhin um Wichenstein herum spukten. Eine Sage erwähnt Rofahans von Oberriet, der einmal nachts an Wichenstein vorbeiging. Er hörte seinen Namen rufen und ging in die Ruine. Darin fand er altertümlich gekleidete Herren (die drei Ritter) am Tisch sitzen, auf dem eine Kiste stand. Auf dem Kistendeckel sass eine Kröte. Die Ritter sagten, dass Rofahans die Kiste samt dem darin liegenden Geld behalten könne, falls er es schaffen würde, die Kröte zu entfernen. Diese blies sich aber derart auf, dass Rofahans vor Angst flüchtete. Die Ritter klagten:
«Wehe, wehe, wehe!
 Ein tausendfaches Wehe, wehe, wehe!
 Nun müssen wir wiederum hundert Jahre warten,
 Bis ein Mensch kann zu uns geraten,
 Um uns zu erlösen von Schuld und böser Tat,
 Die ein jeder von uns im Leben verübet hat.
 Wehe, wehe, wehe!»